# Medycyna pracy
Medycyna pracy – specjalizacja lekarska, której przedmiotem jest badanie wpływu środowiska pracy na pacjenta, diagnostyka, leczenie i profilaktyka chorób zawodowych. Lekarz medycyny pracy zajmuje się badaniami profilaktycznymi pracowników (wstępne, okresowe, kontrolne), prowadzeniem poradni zakładowej dla pracowników z gabinetami specjalistycznymi, przeprowadzeniem badań uczniów, badań kierowców, pilotów, osób pracujących na morzu (marynarzy, rybaków), nurków i płetwonurków oraz badań osób ubiegających się lub posiadających pozwolenie na broń. W Polsce konsultantem krajowym medycyny pracy od 2 lipca 2019 jest lek. Paweł Zbigniew Wdówik.